# Langflüglige Schwertschrecke

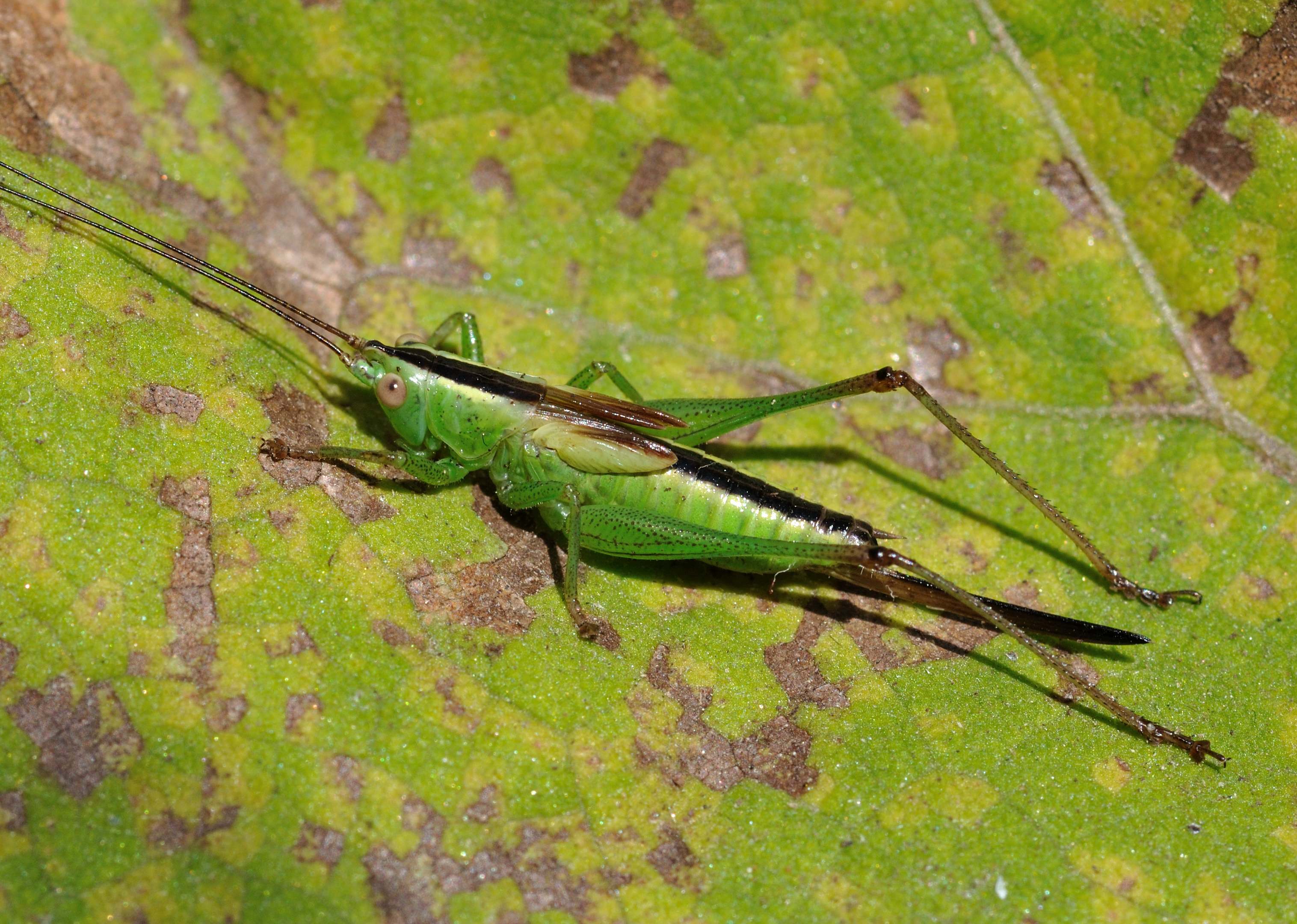
Weibliche Nymphe

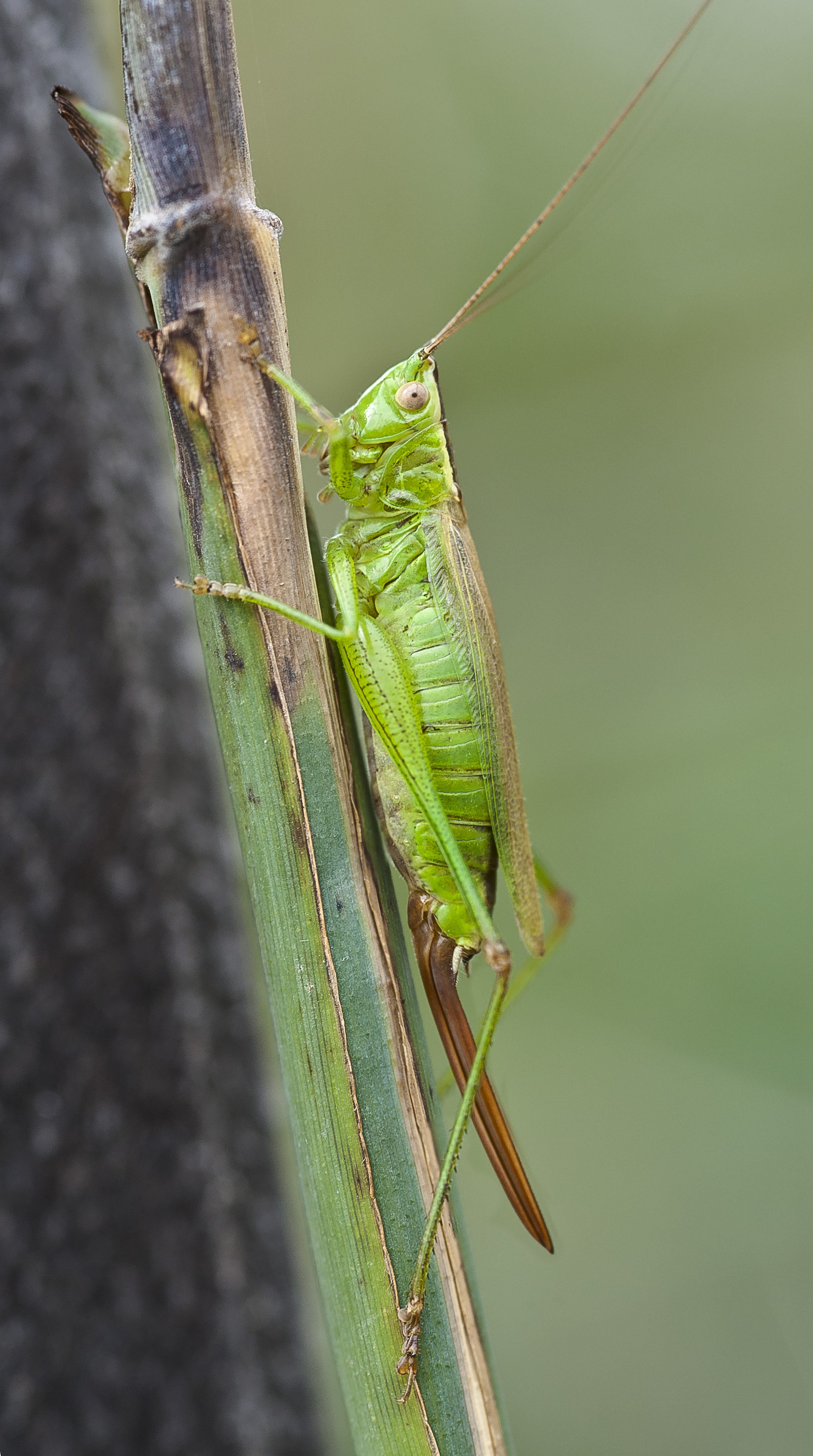
Weibliches Exemplar

Die Langflügelige Schwertschrecke (Conocephalus fuscus, Syn.: Conocephalus discolor, Xiphidium fuscum) ist eine Art aus der Unterfamilie der Schwertschrecken (Conocephalinae).

## Merkmale
Die Tiere werden 12 bis 17 Millimeter lang. Sie haben eine hellgrüne Körperfarbe und einen braunen, hell gesäumten Rücken. Die Fühler sind etwa dreimal so lang wie der Körper. Die Flügel sind sehr schmal und lang, sie überragen in Ruhelage die Hinterknie. Die Weibchen haben eine sehr lange und fast gerade Legeröhre (Ovipositor), die annähernd die Länge des Hinterleibs hat. Die Cerci der Männchen sind nahezu gerade und weisen in der Nähe der Spitze jeweils ein nach innen stehendes Zähnchen auf.

## Vorkommen
Die Art kommt in Nordafrika, Süd- und Mitteleuropa, Süd-England, östlich nach Asien bis an den Amur vor. In Deutschland reichte früher das Verbreitungsgebiet dieser Art bis etwa an den Main, in den zurückliegenden Jahren zeigt sie eine Expansion nach Norden. Aus den vergangenen Jahren gibt es zahlreiche Funde großer und stabiler Populationen weit nördlich des Mains, so in Ostbrandenburg, in Niedersachsen bis an die Unterelbe und im Raum Hannover und in Westfalen etwa bis zur Ems. Heute ist sie im norddeutschen Flachland weit verbreitet, meidet aber die Mittelgebirge. Im Ruhrgebiet zählt sie, bereits kurze Zeit nach der Ersteinwanderung, zu den häufigsten Heuschreckenarten.
Die Tiere leben auf sumpfigen Wiesen und an Gewässern auf Röhricht und Schilf. Oft findet man sie auch auf Ruderalflächen, besonders im Westen ihres Areals mit atlantischem Klima, wo in nassen Sommern auch abseits von Sumpfgebieten ihr hohes Feuchtebedürfnis gedeckt wird. Sie bevorzugen langgrasige Bestände und fehlen in kurzrasigen und oft gemähten Wiesen. Die Imagines treten ab Ende Juli auf und sind bis in den Oktober hinein zu finden. Zur gleichen Zeit und bis in den September hinein kommen auch zahlreiche Larven vor.

## Lebensweise
Die Tiere ernähren sich sowohl von Gräsern und krautigen Pflanzen als auch von kleineren Insekten, wie etwa Blattläusen oder Schmetterlingsraupen. Die Weibchen legen ihre schmalen, weißlich gefärbten Eier einzeln in die Blattscheiden von Sauergräsern. Gelegentlich wird zuerst ein Loch eingebissen, in das der Legebohrer gesteckt wird. Die Larven sind denen der Kurzflügeligen Schwertschrecke (Conocephalus dorsalis) sehr ähnlich und haben ebenso wie diese einen scharf begrenzten, schwarzen Längsstreifen am Rücken.

## Stridulationsorgan, Gesang

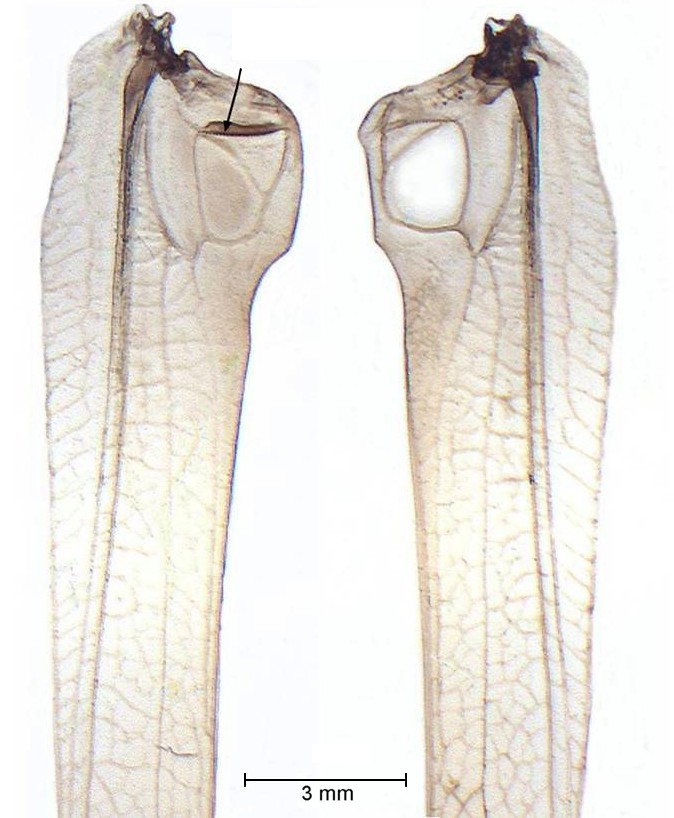
Linker und rechter Vorderflügel (Endabschnitte fehlen) eines adulten Männchens. Der Pfeil zeigt auf die aktive Schrillleiste

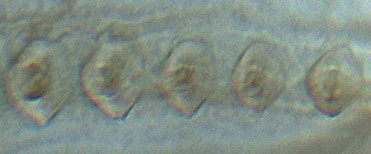
Schrillzähne der Schrillleiste des rechten Vorderflügels. Sie sind weniger pigmentiert als die der linken Schrillleiste und daher besser zu erkennen

Der folgende Abschnitt bezieht sich auf eine Untersuchung von Heuschrecken aus der Uferregion des Maisinger Sees, südlich von Starnberg, Oberbayern. Die Vorderflügel der Männchen dort maßen im Mittel 15,24 Millimeter, die Hinterflügel waren fast genau so lang. Der Mittelwert für die Länge der aktiven Schrillleiste des linken Flügels betrug 1,51 Millimeter; sie war mit durchschnittlich 38,20 Schrillzähnen besetzt. Auf dem rechten Flügel maß die zurückgebildete Schrillleiste dagegen nur 1,18 Millimeter und trug im Mittel lediglich 28,77 Schrillzähne. Diese stellen wie bei Conocephalus dorsalis Höcker dar, deren Spitzen abgeplattet und mit kleinen Zähnchen besetzt sind (Bild). Der Spiegel ist auf dem rechten Flügel besser ausgebildet als auf dem linken. Bei den adulten Weibchen haben die Vorderflügel fast die gleiche Länge wie bei den Männchen, es sind keine Strukturen vorhanden, die der Schallbildung dienen könnten.
Der Balzgesang der Männchen kann vom Menschen aus einer Distanz von etwa zwei Metern wahrgenommen werden. Dabei werden über lange Zeit kontinuierlich etwa zehnmal pro Sekunde „zli“-Laute aneinandergereiht.